# Irek Mannanov
Irek Mannanov, född 15 augusti 1970, död 8 januari 2022, var en rysk längdåkare och skidskytt.

## Meriter
- Silver vid paralympiska vinterspelen 2006, skidskytte 12,5 km synskadade
- Guld vid paralympiska vinterspelen 2006, skidskytte 7,5 km synskadade
- Silver vid paralympiska vinterspelen 2006, längdskidåkning stafett 1x3,75 km + 2x5 km